# InterBase
InterBase est un système de gestion de base de données (abrégé en SGBD ou SGBDR pour « Système de gestion de base de données relationnelles ») maintenu et distribué par la société Embarcadero Technologies. Il se distingue des autres systèmes de bases de données par son besoin d'administration très léger, et par son architecture très souple.

## Histoire
Il a été créé à l'origine par Jim Starkey (en). InterBase a été revendu à Ashton-Tate (éditeur de dBase) en 1991, qui a été lui-même racheté par Borland, qui annonce en 2000 l'ouverture en open source. En 2001, une porte dérobée a été découverte dans le code d'InterBase. Fin 2002, Borland a publié la version 7 d'InterBase, qui a finalement été incorporé dans CodeGear Delphi et repris par Embarcadero Technologies (en) en 2008.
En 2010, Embarcadero a annoncé la version Interbase XE, qui propose un client et un serveur 64 bits, avec une sécurité renforcée et des performances optimisées.

## Caractéristiques techniques
InterBase est supporté sur des environnements GNU/Linux, Microsoft Windows, MacOS et Solaris.